# شغبة الكاهلية
شغبة الكاهلية شاعرة من السودان عاشت في القرن السادس عشر الميلادي.

## نبذة
شغبة المرغمابية الكاهلية، واسمها (آمنة)، واشتهرت بلقب (شَغـَبَة) بشين مفتوحة وغين مفتوحة وباء مفتوحة. تعتبر من الرواد الأوائل لشعر الدوبيت في السودان هي و(حسان الحَرَك) الشاعر الشكري، فهما قد عاشا في عهد السلطنة  الزرقاء أو سلطنة الفونج خلال القرن السادس عشر الميلادي...
وكانت شغبة امرأة فارسة وشاعرة اشتهرت بشعر الحماسة والفخر... وكانت تشارك في حروب قومها، لاسيما تلك المعارك الضارية التي دارت بينهم وبين البطاحين، وكانت تقاتل إلى جانب فرسان قومها، وتزكي حماستهم بشعرها الذي كان له مفعول السحر في نفوس رجال قبيلتها، فكانت تستنهض به هممهم، وتفجر به طاقاتهم، وتوقد به في أنفسهم مشاعل الشجاعة والإقدام.